# Cieszyno (powiat drawski)
Cieszyno (niem. Teschendorf) – wieś sołecka w Polsce położona w województwie zachodniopomorskim, w powiecie drawskim, w gminie Złocieniec. W latach 1975–1998 miejscowość administracyjnie należała do województwa koszalińskiego. W roku 2011 wieś liczyła 244 mieszkańców.

## Geografia
Wieś leży ok. 8 km na północny wschód od Złocieńca, na południowym brzegu jeziora Siecino, przy byłej linii kolejowej nr 410. Wieś o czytelnym układzie ulicówki.

## Historia
Pierwsza wzmianka pojawia się w 1572 r., zniszczona podczas wojny trzydziestoletniej, odbudowana w XVIII wieku.

## Zabytki i atrakcje turystyczne
Zabytek chroniony prawem:
- kościół pw. Matki Boskiej Częstochowskiej szachulcowy z 1850 r., nr rej. 226 z dnia 15 stycznia 1960 r. Kościół filialny, rzymskokatolicki należący do parafii pw. św. Jadwigi w Złocieńcu, dekanatu Drawsku Pomorskim, diecezji koszalińsko-kołobrzeskiej, metropolii szczecińsko-kamieńskiej. W dolnych partiach pozostałości wcześniejszej XVIII-wiecznej budowli. Wieża z ośmiobocznym hełmem, drewniana bramka cmentarna.
- park pałacowy z drugiej poł. XIX wieku, nr rej. 1155 z dnia 23 marca 1982 r. Pozostałość po pałacu. Powierzchnia parku wynosi 5,5 ha, ciekawe okazy dendrologicznymi: złotokap, oliwnik srebrzysty, daglezje zielone – o obwodach pni 230 i 235 cm), cyprysiki Lawsona – (dziewięć sztuk, obwody pni do 140 cm), jodły, świerki.

Ponadto chroniony jest również Pałac eklektyczny z 1901 r. (określany też jako neorenesansowy z XIX w.), w którym obecnie znajduje się ośrodek wypoczynkowy. W otoczeniu zabudowania folwarczne z końca XIX w.
- W okolicy trzy grodziska wczesnośredniowieczne[6].

- Od 10 czerwca 2017 roku w Cieszynie znajduje się Park Wodny Cieszyno.

## Turystyka
Nad jeziorem Siecino znajdują się ośrodki wypoczynkowe, pola namiotowe, 2 letnie kąpieliska, wypożyczalnie sprzętu pływającego i boiska sportowe.
Znakowane szlaki turystyczne przebiegające przez Cieszyno:
- "Szlak Wzniesień Moreny Czołowej" (o długości 158 km; Złocieniec – Cieszyno – Czaplinek – Stare Drawsko – Sikory – Rakowo – Strzeszyn – jezioro Pile – Łączno – Dziki – Szczecinek – Czarnobór – Gwda Wielka – Stepień – Biały Bór – Żydowo).
- "Szlak Przyrodniczy Drawskiego Parku Krajobrazowego" (o długości 71 km; Lubieszewo – Złocieniec – Cieszyno – Stare Worowo – Warniłęg – Uraz – Połczyn-Zdrój).
- "Szlak Drawy" (o długości 60,7 km; Złocieniec – Bobrowo – Żelisławie – jezioro Kaleńskie – Siemczyno – Piaseczno – Rzepowo – Warniłęg – Grabinek – Nowe Worowo – Stare Worowo – Cieszyno – Głęboczek – Budów – Złocieniec)
- "Dookoła Jeziora Siecino" (o długości 38,9 km; Złocieniec – Gronowo – Ostrowice – Szczytniki – Szczycienko – Słowianki – Chlebowo – Cieszyno – Złocieniec)
- "Szlak Zwiniętych Torów" (o długości 27 km; Połczyn-Zdrój – Toporzyk – Słowianki – Cieszyno – Złocieniec)

## Przyroda
Około 1,5 km na południowy zachód od wsi znajduje się rezerwat torfowiskowy "Torfowisko nad Jeziorem Morzysław Mały" o pow. 7,6 ha, utworzony 2 grudnia 1965 r.

## Komunikacja
We wsi znajduje się nieczynny przystanek kolejowy linii kolejowej nr 410.